# تشدیدگر دی‌الکتریک
تشدیدگر دی‌الکتریک (به انگلیسی: dielectric resonator) قطعه‌ای از مواد دی‌الکتریک (نارسانا اما قطبش‌پذیر) معمولاً سرامیکی است که برای کارکرد به‌عنوان تشدیدگر امواج رادیویی، به‌طور کلی در باندهای ریزموج و موج میلی‌متری طراحی شده است. امواج ریزموج در داخل ماده تشدیدگر با تغییر ناگهانی گذردهی در سطح محصور می‌شوند و بین دو طرف به جلو و عقب پرش می‌کنند. در فرکانس‌های خاص، فرکانس‌های تشدید، امواج ریزموج امواج ایستاده را در تشدیدگر تشکیل می‌دهند که با دامنه‌های بزرگ در نوسان هستند. تشدیدگرهای دی‌الکتریک معمولاً از یک «گِردک» از سرامیک تشکیل شده‌اند که دارای ثابت دی‌الکتریک زیاد و ضریب اتلاف کم است. فرکانس تشدید با ابعاد فیزیکی کلی تشدیدگر و ثابت دی‌الکتریک ماده تعیین می‌شود.
تشدیدگرهای دی‌الکتریک مشابه تشدیدگرهای کاواکی عمل می‌کنند، جعبه‌های فلزی توخالی که به‌طور گسترده به‌عنوان تشدیدگر در فرکانس‌های ریزموج نیز استفاده می‌شوند، با این تفاوت که امواج رادیویی با تغییر بزرگ در گذردهی به جای رسانندگی فلز بازتابیده می‌شوند. در فرکانس‌های موج میلی‌متری، سطوح فلزی به بازتاب‌گرهای پُرتَلف تبدیل می‌شوند، بنابراین تشدیدگرهای دی‌الکتریک در این فرکانس‌ها استفاده می‌شوند. کاربرد اصلی تشدیدگرهای دی‌الکتریک در نوسانگرهای الکترونیکی موج میلیمتری (نوسان‌ساز تشدیدگر دی‌الکتریک، دی‌آراو) برای کنترل فرکانس امواج رادیویی تولید شده است. آنها همچنین به‌عنوان فیلترهای میان‌گذر و همچنین آنتن استفاده می‌شوند.

## مروری تاریخی
در اواخر قرن نوزدهم، لرد ریلی نشان داد که یک میله استوانه‌ای بی‌نهایت بلند که از مواد دی‌الکتریک تشکیل شده است، می‌تواند به‌عنوان یک موجبر عمل کند. کار نظری و تجربی اضافی که در اوایل قرن بیستم در آلمان انجام شد، بینش بیشتری را در مورد رفتار امواج الکترومغناطیسی در موجبرهای میله‌ای دی‌الکتریک ارائه کرد. از آنجایی که تشدیدگر دی‌الکتریک را می‌توان به‌عنوان یک موجبر میله‌ای دی‌الکتریک کوتاه در نظر گرفت، این تحقیق برای درک علمی پدیده‌های الکترومغناطیسی در تشدیدگرهای دی‌الکتریک ضروری بود. در سال ۱۹۳۹ رابرت دی. ریچمایر مطالعه‌ای را منتشر کرد که در آن نشان داد که ساختارهای دی‌الکتریک می‌توانند درست به‌عنوان تشدیدگرهای کاواک فلزی عمل کنند. او به درستی این ساختارها را تشدیدگر دی‌الکتریک نامید. ریچمایر همچنین نشان داد که در صورت قرار گرفتن در معرض فضای آزاد، تشدیدگرهای دی‌الکتریک به دلیل شرایط مرزی در رابط دی‌الکتریک-به-هوا باید تابش کنند. این نتایج بعداً در توسعه دی‌آرای (آنتن تشدیدگر دی‌الکتریک) استفاده شد. به دلیل جنگ جهانی دوم، فقدان مواد پیشرفته و فنون‌های تولید کافی، تشدیدگرهای دی‌الکتریک تا دو دهه دیگر پس از انتشار مطالعه ریچمایر در ابهام نسبی قرار گرفتند. با این حال، در دهه ۱۹۶۰، زمانی که الکترونیک با فرکانس بالا و صنعت مخابرات نوین شروع به رشد کردند، تشدیدگرهای دی‌الکتریک اهمیت پیدا کردند. آنها یک جایگزین طراحی کاهش‌دهنده اندازه برای فیلترهای موجبر حجیم و جایگزین‌های ارزان‌تر برای مدارهای نوسان‌ساز الکترونیکی، محدودکننده انتخابی فرکانس موج-کُند ارائه کردند. علاوه بر هزینه و اندازه، مزایای دیگری که تشدیدگرهای دی‌الکتریک نسبت به تشدیدگرهای کاواک فلزی معمولی دارند، وزن کمتر، در دسترس بودن مواد و سهولت ساخت است. امروزه تعداد زیادی تشدیدگر دی‌الکتریک مختلف با ضریب کیو بدون بار در حدود ۱۰۰۰۰ در بازار وجود دارد.

## نظریه کارکرد

تشدیدگرهای دی‌الکتریک را می‌توان در موجبرها نصب کرد تا به‌عنوان فیلتر ریزموج عمل کنند. این یک فیلتر میان‌گذر دی‌الکتریک متشکل از سه تشدیدگر دی‌الکتریک است که در جهت عرضی نصب شده‌اند.

اگرچه تشدیدگرهای دی‌الکتریک شباهت‌های زیادی به کاواک‌های فلزی تشدید دارند، اما یک تفاوت مهم بین این دو وجود دارد: در حالی که میدان‌های الکتریکی و مغناطیسی در خارج از دیواره‌های کاواک فلزی صفر هستند (یعنی شرایط مرزی مدار باز به‌طور کامل برآورده می‌شود)، این میدان‌ها چنین نیستند. صفر در خارج از دیواره‌های دی‌الکتریک تشدیدگر (یعنی شرایط مرزی مدار باز تقریباً برآورده می‌شود). با این حال، میدان‌های الکتریکی و مغناطیسی از حداکثر مقادیر خود به میزان قابل‌توجهی زمانی که از دیواره‌های تشدیدگر دور هستند، کاهش می‌یابند. بیشتر انرژی در تشدیدگر در یک فرکانس تشدید معین برای یک ثابت دی‌الکتریک {\displaystyle \varepsilon _{r}} به اندازه کافی بالا ذخیره می‌شود. تشدیدگرهای دی‌الکتریک می‌توانند ضریب کیو بسیار بالایی را نشان دهند که با یک کاواک دیواره فلزی قابل مقایسه است.
سه نوع مُد تشدید وجود دارد که می‌توانند در تشدیدگرهای دی‌الکتریک تحریک شوند: مُدهای الکتریکی عرضی (TE)، مغناطیسی عرضی (TM) یا الکترومغناطیسی ترکیبی (HEM). به‌طور نظری، تعداد بی‌نهایت مُد در هر یک از سه گروه وجود دارد و مُد موردنظر معمولاً براساس نیازهای کاربردی انتخاب می‌شود. به‌طورکلی، مُد TE01n در اکثر کاربردهای غیرتابشی استفاده می‌شود، اما مُدهای دیگر می‌توانند مزایای ویژه‌ای برای کاربردهای خاص داشته باشند.
فرکانس تقریبی تشدید از مُد TE01n برای یک تشدیدگر دی‌الکتریک استوانه‌ای جداشده را می‌توان به صورت زیر محاسبه کرد:
{\displaystyle f_{GHz}={\frac {34}{a{\sqrt {\varepsilon _{r}}}}}\left({\frac {a}{L}}+3.45\right)}
که {\displaystyle a} شعاع تشدیدگر استوانه‌ای و چه {\displaystyle L} طول آن است؟ هر دو {\displaystyle a} و {\displaystyle L} برحسب میلی‌متر هستند. فرکانس تشدید {\displaystyle f_{GHz}} گیگاهرتز است. دقت این فرمول در حدود ۲٪ در محدوده:
{\displaystyle 0.5<{\frac {a}{L}}<2}
{\displaystyle 30<\varepsilon _{r}<50}
با این حال، از آنجایی که یک تشدیدگر دی‌الکتریک معمولاً برای اکثر کاربردها در یک کاواک رسانا محصور می‌شود، فرکانس‌های تشدید واقعی با فرکانس محاسبه شده در بالا متفاوت است. با نزدیک شدن دیواره‌های رسانای کاواک محصور به تشدیدگر، تغییر در شرایط مرزی و مهار میدان شروع به تأثیر بر فرکانس‌های تشدید می‌کند. اندازه و نوع ماده محصور کننده کاواک می‌تواند به شدت بر عملکرد مدار تشدید تأثیر بگذارد. این پدیده را می‌توان با استفاده از نظریه پریشیدگی کاواک توضیح داد. اگر یک تشدیدگر در یک کاواک فلزی محصور شود، فرکانس‌های تشدید به شکل زیر تغییر می‌کند:
- اگر انرژی ذخیره شده میدان جابجاشده بیشتر الکتریکی باشد، فرکانس تشدید آن کاهش می‌یابد.
- اگر انرژی ذخیره‌شده میدان جابجاشده بیشتر مغناطیسی باشد، فرکانس تشدید آن افزایش می‌یابد. این اتفاق در مورد مُد TE01n صدق می‌کند.

رایج‌ترین مشکل مدارهای تشدیدگر دی‌الکتریک، حساسیت آنها به تغییرات دما و ارتعاشات مکانیکی است. حتی اگر پیشرفت‌های اخیر در علم مواد و تولید برخی از این مسائل را کاهش داده است، فنون‌های جبران‌سازی همچنان ممکن است برای تثبیت عملکرد مدار در دما و فرکانس مورد نیاز باشد.

## کاربردهای رایج
رایج‌ترین کاربردهای، تشدیدگرهای دی‌الکتریک عبارتند از:
- کاربردهای فیلترسازی (متداول‌ترین فیلترهای میان‌گذر و میان‌نگذر هستند)،
- نوسان‌سازها (نوسان‌سازهای دیودی، بازخوردی، بازتابشی، انتقالی و واکنش)،
- محدودکننده‌های فرکانس-گزینشی،
- عناصر آنتن تشدیدگر دی‌الکتریک (DRA).